# Batrachostomus hodgsoni
Batrachostomus hodgsoni е вид птица от семейство Podargidae.

## Разпространение
Видът е разпространен в Бангладеш, Бутан, Виетнам, Индия, Китай, Лаос, Мианмар и Тайланд.